# 瓦爾特斯維爾 (伯恩州)

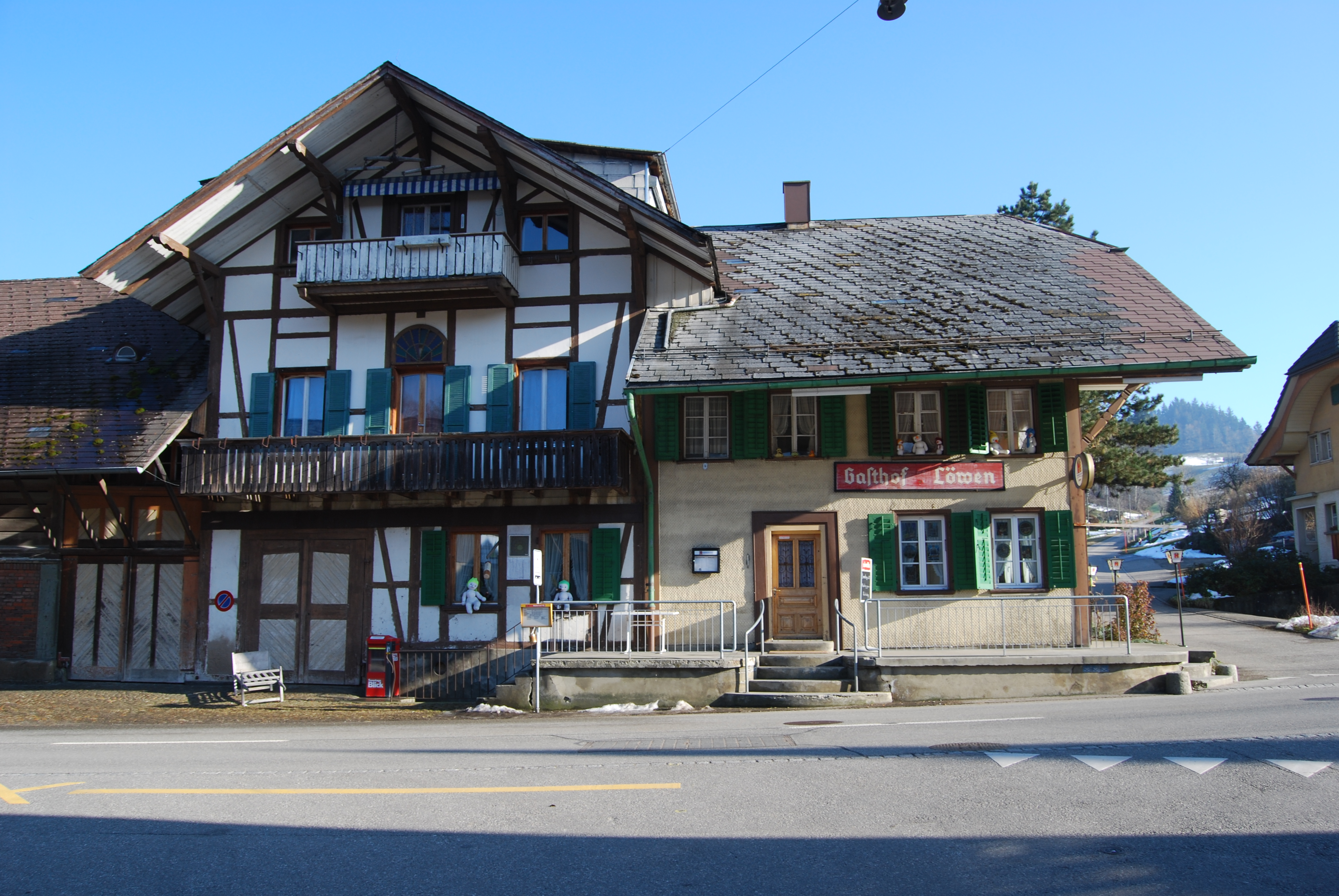

瓦爾特斯維爾是瑞士的城鎮，位於該國中西部，由伯恩州負責管轄，面積7.91平方公里，七成半土地是農業用地，海拔高度658米，2011年人口537，人口密度每平方公里68人。

## 外部連結
- Official website of the municipality （德文）